# La Loi de Milo Murphy
Phinéas et Ferb Hamster & Gretel
La Loi de Milo Murphy (Milo Murphy's Law) est une série télévisée d'animation américaine créée par Dan Povenmire et Jeff « Swampy » Marsh, les créateurs de Phinéas et Ferb. La série débute le 3 octobre 2016 sur Disney XD.
En France et Suisse, la série débute et diffusée du 20 février 2017 au 21 décembre 2019 sur Disney XD, et enfin rediffusée régulièrement sur Disney Channel dans Toon Story.

## Synopsis
La Loi de Milo Murphy est une série sur Milo Murphy, le descendant d'Edward A. Murphy Jr., l'homonyme de la loi de Murphy, un principe qui dit que « tout ce qui est susceptible de mal tourner tournera nécessairement mal ». Avec sa meilleure amie Melissa et leur nouvel ami Zack, ils tentent de survivre tant bien que mal à la « loi de Murphy ».

## Personnages principaux
- Milo Murphy : Milo Murphy est un jeune garçon très malchanceux qui attire aventure sur aventure. Malgré sa maladresse, c’est un garçon extrêmement serviable et aimable. Milo ne voit que le bon et ne comprend pas forcément le sarcasme. Son père travaille dans le bâtiment. Milo a aussi un chien qui s'appelle « Le Chien ».
- Melissa Chase : confiante et très loyale, Melissa est intelligente quoiqu'un peu dispersée. Elle a été la première personne qui a eu le courage de se joindre à Milo, et depuis refuse catégoriquement de l’abandonner pour quoi que ce soit. Son père est pompier.
- Zack Underwood : Zack est un nouveau en ville. Lors de sa première aventure avec Milo, il eut quelque doutes vis-à-vis de cette amitié mais se ressaisit immédiatement. On sait qu’il a été le leader d’un boys-band assez connu : les LumberZacks. Zack est quelque peu orgueilleux. Sa mère est médecin.

## Distribution

### Voix originales
- Weird Al Yankovic : Milo Murphy
- Sabrina Carpenter : Mélissa Chase
- Mekai Curtis : Zack Underwood
- Diedrich Bader : Martin Murphy, le père de Milo et Sara
- Pamela Adlon : Brigette Murphy, la mère de Milo et Sara
- Kate Micucci : Sara Murphy, la grande sœur de Milo
- Dee Bradley Baker Diogee (Le chien) / Perry the Platypus (Perry l'ornithorynque)
- Vincent Martella : Bradley / Phinéas
- Jeff Marsh : Balthazar Cavendish/ Monogram
- Dan Povenmire : Vinnie Dakota / Heinz Doofenshmirtz
- Christian Slater : Elliot
- Ariel Winter : Jackie
- Ming-Na Wen : Savannah
- Greg Cipes : Mort
- Jemaine Clement : Orton Mahison
- David Errigo Jr : Ferb
- Ashley Tisdale : Candace (Candice)
- Alyson Stoner : Isabella
- Maulik Pancholy : Baljeet
- Rhys Darby : King Pistachion
- Bobby Gaylor : Buford

### Voix françaises
- Gauthier de Fauconval : Milo Murphy
- Sophie Frison : Melissa Chase
- David Scarpuzza : Zack Underwood
- David Manet : Martin Murphy/ Mr Slash / Victor
- Julie Basecqz : Sara Murphy
- Martin Spinhayer : Balthazar Cavendish
- Pierre Bodson : Vinnie Dakota
- Olivier Prémel : Mort, Phinéas (Saison 2, épisode 1)
- Alexis Flamant : Chad Van Coff
- Émilie Guillaume : Un garçon blond
- Jean-Pierre Denuit : Elliot Decker
- Pierre Le Bec : Ferb (Saison 2, épisode 1)
- Manon Azem puis ??? : Candice
- Alessandro Bevilacqua  : Dr Heinz Doofenshmirtz (Saison 2)
- Robert Guilmard : Major Francis Monogram (Saison 2)
- Marie-Line Landerwyn : Lola Sundergard, Baljeet (saison 2, épisode 1)
- Charles Pestel : Buford
- Kelly Marot : Isabella
- Claire Tefnin : Lydia

Studio d'enregistrement : Dubbing Brothers ; direction artistique : Jean-Pierre Denuit ; adaptation : Isabelle Barnay ; direction musicale : Nathalie Delattre ; adaptation des chansons : Virginie Acariès

## Production
Le 28 octobre 2019 sur YouTube, le créateur de la série, Dan Povenmire prévoit une troisième saison sur Disney+.

## Crossover

### Phinéas et Ferb et Milo Murphy(2018)
Le co-créateur de Phinéas et Ferb Dan Povenmire a dit qu'il aimerait faire un crossover avec l'aide de Jeff « Swampy » Marsh entre les séries Phinéas et Ferb et La Loi de Milo Murphy qui se passent chacune dans le même univers. Le 21 juillet 2017, il est annoncé que le crossover est prévu pour 2018.

## Épisodes[6]

### Saison 1 (2016-2017)
| № | Titre                                                                         | Réalisation                       | Scénario                                  | Première diffusion (ÉU) | Première diffusion (FR) | Production |
| --- | ----------------------------------------------------------------------------- | --------------------------------- | ----------------------------------------- | ----------------------- | ----------------------- | ---------- |
| 1a | Le chemin des écoliers Going the Extra Milo                                   | Dan Povenmire et Robert F. Hughes | Dan Povenmire et Kyle Menke               | 3 octobre 2016          | 20 février 2017         | 101a       |
| Zack, nouveau dans le quartier, découvre qu'aller à l'école avec Milo devient une incroyable aventure pendant que Melissa parie avec les autres élèves sur le fait que les deux garçons arrivent à l'heure en classe.                                                              |                                                                               |                                   |                                           |                         |                         |            |
| 1b | La civilisation souterraine The Undergrounders                                | Bob Bowen                         | Dani Veteri                               | 3 octobre 2016          | 20 février 2017         | 101b       |
| En prenant le métro pour aller au musée, Milo, Zack et Melissa rencontrent des hommes qui ont fondé une civilisation sous la terre. |                                                                               |                                   |                                           |                         |                         |            |
| 2a | Encourager l'adversaire Rooting for the Enemy                                 | Robert F. Hughes                  | Scott Peterson                            | 10 octobre 2016         | 20 février 2017         | 102b       |
| Milo va à son premier match. |                                                                               |                                   |                                           |                         |                         |            |
| 2b | Pas d'omelette sans casser des œufs Sunny Side Up                             | Robert F. Hughes                  | Dan Povenmire et Kyle Menke               | 10 octobre 2016         | 20 février 2017         | 102a       |
| Milo, Melissa et Zack tentent de protéger un œuf au cours d'une expérience scientifique. |                                                                               |                                   |                                           |                         |                         |            |
| 3a | Docteur Zone, le film The Doctor Zone Files                                   | Bob Bowen                         | Joshua Pruett                             | 17 octobre 2016         | 20 février 2017         | 103a       |
| Sara a l'intention d'aller voir le film du Docteur Zone avec Milo et ses amis mais elle s'inquiète à propos de ce qui pourrait leur arriver. Dans la queue au cinéma, les fans du Docteur Zone se moquent de l'ignorance de Zack et Melissa concernant l'histoire de leur héros.   |                                                                               |                                   |                                           |                         |                         |            |
| 3b | Le certificat médical The Note                                                | Robert F. Hughes                  | Jim Bernstein                             | 17 octobre 2016         | 26 février 2017         | 103b       |
| Milo et ses amis poursuivent avec acharnement un certificat médical qui s'est envolé et dont Milo a besoin pour justifier ses nombreuse absences à l'école… |                                                                               |                                   |                                           |                         |                         |            |
| 4a | Bon anniversaire Milo Party of Peril                                          | Bob Bowen                         | Martin Olson                              | 26 octobre 2016         | 5 mars 2017             | 104a       |
| Mélissa et Zack demandent aux parents de Milo pour préparer une fête spéciale d'anniversaire de Milo. |                                                                               |                                   |                                           |                         |                         |            |
| 4b | Opération opéra Smooth Opera-tor                                              | Robert F. Hughes                  | Dani Vetere                               | 26 octobre 2016         | 5 mars 2017             | 104b       |
| Milo essaie de ne pas enclencher la loi de Murphy pour ne détruire le spectacle d'opéra mais il va tout faire pour empêcher cette catastrophe pour rendre Amanda heureuse. |                                                                               |                                   |                                           |                         |                         |            |
| 5a | La journée des métiers Worked Day                                             | Robert F. Hughes                  | Joshua Pruett                             | 27 octobre 2016         | 12 mars 2017            | 105a       |
| Aujourd'hui, c'est la Journée des Métiers à l'école. Les élèves doivent choisir leur orientation professionnelle, mais les catastrophes se succèdent toute la journée. |                                                                               |                                   |                                           |                         |                         |            |
| 5b | Le ranch de nulle part The Wilder West                                        | Bob Bowen                         | Dani Vetere                               | 27 octobre 2016         | 12 mars 2017            | 105b       |
| Milo et ses amis visitent un ranch typique de l'Ouest américain. Ils y rencontrent Jackie, la descendante de Calamity Jane, qui va leur faire vivre de périlleuses aventures. Pendant ce temps, Sara découvre que le lieu a servi de tournage à sa série préférée, Docteur Zone... |                                                                               |                                   |                                           |                         |                         |            |
| 6a | Vacances en famille Family Vacation                                           | Bob Bowen                         | Joshua Pruett                             | 6 mars 2017             | 19 mars 2017            | 106a       |
| Les Murphy partent en vacances. À un arrêt, Milo se trompe de camping-car et embarque avec une autre famille, routinière et ennemie de l'imprévu. |                                                                               |                                   |                                           |                         |                         |            |
| 6b | Le monde du lard Murphy's Lard                                                | Robert F. Hughes                  | Martin Olson                              | 7 mars 2017             | 19 mars 2017            | 106b       |
| Milo, Zack et Melissa passent la journée dans le Monde du Lard, parc d'attractions voué au gras. Ensemble, ils décident d'affronter et de surmonter leurs différentes peurs... |                                                                               |                                   |                                           |                         |                         |            |
| 7a | Les secrets Secrets and Pies                                                  | Robert F. Hughes                  | Joshua Pruett                             | 8 mars 2017             | 26 mars 2017            | 107a       |
| En attendant la livraison de leur pizza, Milo et Melissa se confient des secrets mais Zack ne se prête pas au jeu. |                                                                               |                                   |                                           |                         |                         |            |
| 7b | L'Athlédécamathlon Athledecamathalon                                          | Bob Bowen                         | Jim Bernstein                             | 9 mars 2017             | 26 mars 2017            | 107b       |
| Les élèves de la classe de Milo participent à une épreuve mi-scolaire, mi-sportive, nommée Athlédécamathlon. Mal partis, ils finissent par l'emporter grâce aux catastrophes déclenchées par Milo...                                                                               |                                                                               |                                   |                                           |                         |                         |            |
| 8a | La remplaçante The Substitute                                                 | Robert F. Hughes                  | Jim Bernstein                             | 13 mars 2017            | 25 mai 2017             | 108a       |
| Une professeur blasée redécouvre la joie d'enseigner après sa rencontre avec la loi de Murphy. |                                                                               |                                   |                                           |                         |                         |            |
| 8b | À l'eau, Milo Time Out                                                        | Robert F. Hughes                  | Jim Bernstein                             | 14 mars 2017            | 25 mai 2017             | 108b       |
| Cavendish et Dakota se rendent compte qu'on les considère comme des sous-employés... |                                                                               |                                   |                                           |                         |                         |            |
| 9a | Course-poursuite au zoo We're Going to the Zoo                                | Bob Bowen                         | Martin Olson                              | 15 mars 2017            | 25 mai 2017             | 109a       |
| Milo et Sara donnent a des vêtements à la collecte mais à cause du chien, Milo et Zack ont donné les t-shirts préférés de sa maman par mégarde et maintenant Milo, Zack et Sara doivent récupérer tous les t-shirts au zoo parce que leur mère a une soirée disco des années 80.   |                                                                               |                                   |                                           |                         |                         |            |
| 9b | C'est la fête School Dance                                                    | Bob Bowen                         | Dani Vetere                               | 16 mars 2017            | 25 mai 2017             | 109b       |
| C'est la fête dansante du collège, orchestrée par Amanda qui s'inquiète de la présence de Milo... |                                                                               |                                   |                                           |                         |                         |            |
| 10a | En avant la musique Battle of the Bands                                       | Bob Bowen                         | Dani Vetere                               | 20 mars 2017            | 25 mai 2017             | 110a       |
| Zack essaie de monter un nouveau groupe avec Milo, Mélissa et Marty pour remporter la victoire contre son ancien qu'il jouait avant les Lumberjacks qui deviennent maintenant les Lumbermacks.                                                                                     |                                                                               |                                   |                                           |                         |                         |            |
| 10b | La quête The Math Book                                                        | Bob Bowen                         | Dani Vetere                               | 21 mars 2017            | 25 mai 2017             | 110b       |
| Mélissa a oublié son livre de math en classe mais Milo et Zack vont l'aider à le retrouver. |                                                                               |                                   |                                           |                         |                         |            |
| 11a | Pompiers et tyrannosaures The Little Engine That Couldn't                     | Robert F. Hughes                  | Joshua Pruett                             | 22 mars 2017            |                         | 111a       |
| Monsieur Chase, le père de Melissa, doit conduire un vieux camion de pompiers au musée mais Milo, amoureux de l'engin, tient à les accompagner. |                                                                               |                                   |                                           |                         |                         |            |
| 11b | L'incident des Lamas The Llama Incident                                       | Robert F. Hughes                  | Dani Vetere, Jim Bernstein & Martin Olson | 23 mars 2017            |                         | 111b       |
| Zack entend enfin l'histoire de l'incident des lamas alors que les trois amis sont dans une fâcheuse posture... |                                                                               |                                   |                                           |                         |                         |            |
| 12a | L'idole de milo Star Struck                                                   | Robert F. Hughes                  | Jim Bernstein                             | 25 septembre 2017       |                         | 112a       |
| Milo veut un autographe de son acteur favori, Tobias Trollhammer, qui tourne un film en ville. |                                                                               |                                   |                                           |                         |                         |            |
| 12b | Le désastre de mes rêves Disaster of My Dreams                                | Bob Bowen                         | Martin Olson                              | 25 septembre 2017       |                         | 112b       |
| Elliott Decker postule pour devenir chef de la sécurité... |                                                                               |                                   |                                           |                         |                         |            |
| 13 | La disparition temporelle de Milo (1) Missing Milo                            | Bob Bowen & Robert F. Hughes      | Scott Peterson & Joshua Pruett            | 22 juillet 2017         |                         | SPE        |
| Cavendish et Dakota, en mission pour protéger les pistaches, sauvent un petit pistachier que Milo allait écraser par mégarde. Cet acte va changer l'avenir tel qu'on le connaît.                                                                                                   |                                                                               |                                   |                                           |                         |                         |            |
| 14 | La disparition temporelle de Milo (2) Missing Milo                            | Bob Bowen & Robert F. Hughes      | Scott Peterson & Joshua Pruett            | 22 juillet 2017         |                         | SPE        |
| Le pistachier est un plant mutant qui, en se développant, deviendra conscient, se proclamera roi et dominera la planète. Milo accompagne les deux agents dans un voyage dans le temps pour empêcher le règne des pistaches et sauver l'avenir de la Terre...                       |                                                                               |                                   |                                           |                         |                         |            |
| 14a | Les origines du robot CIDD A Clockwork Origin                                 | Bob Bowen                         | Jim Bernstein                             | 26 septembre 2017       |                         | 115a       |
| Milo, Zack et Melissa mènent l'enquête sur un robot |                                                                               |                                   |                                           |                         |                         |            |
| 14b | Somnambulisme dans les bois Perchance to Sleepwalk                            | Robert F. Hughes                  | Martin Olson & Scott Peterson             | 26 septembre 2017       |                         | 115b       |
| Milo fait une crise de somnambulisme dans les bois... |                                                                               |                                   |                                           |                         |                         |            |
| 15a | Elèves naufragés Some Like It Yacht                                           | Robert F. Hughes                  | Jim Bernstein                             | 27 septembre 2017       |                         | 117a       |
| Les élèves partent en bateau. |                                                                               |                                   |                                           |                         |                         |            |
| 15b | Retour en enfance Backward to School Night                                    | Bob Bowen                         | Joshua Pruett                             | 27 septembre 2017       |                         | 117b       |
| Les parents de Milo, Zack et Melissa retombent en enfance à l'école... |                                                                               |                                   |                                           |                         |                         |            |
| 16a | Le monde sans Milo World Without Milo                                         | Robert F. Hughes                  | Scott Peterson                            | 28 septembre 2017       |                         | 118a       |
| Elliot découvre à quoi ressemble un monde sans Milo. |                                                                               |                                   |                                           |                         |                         |            |
| 16b | La course The Race                                                            | Bob Bowen                         | Dani Vetere                               | 28 septembre 2017       |                         | 118b       |
| Milo participe à une course. Dakota et Cavendish tombent en panne au Far West en 1850 dans un triangle des Bermudes temporel... |                                                                               |                                   |                                           |                         |                         |            |
| 17a | Amour et glissades Love Toboggan                                              | Bob Bowen                         | Dani Vetere                               | 29 septembre 2017       |                         | 120a       |
| Milo est parti skier. Sara va à son rendez-vous amoureux. |                                                                               |                                   |                                           |                         |                         |            |
| 17b | L'île des Dakota perdus The Island of Lost Dakotas                            | Bob Bowen                         | Joshua Pruett                             | 29 septembre 2017       |                         | 120b       |
| Dakota remonte le temps pour sauver Cavendish... |                                                                               |                                   |                                           |                         |                         |            |
| 18 | La genèse du docteur Zone Fungus Among Us                                     | Robert F. Hughes                  | Scott Peterson & Joshua Pruett            | 30 septembre 2017       |                         | 121        |
| Milo, Cavendish et Dakota remontent en 1965 pour empêcher les pistachiers de transformer les humains en zombies et de dominer le monde. Milo en profite pour rencontrer le créateur de docteur Zone et réparer un paradoxe temporel...                                             |                                                                               |                                   |                                           |                         |                         |            |
| 19 | Le hurlant-orium d'Halloween de Milo Murphy Milo's Halloween Scream-a-Torium! | Robert F. Hughes                  | Scott Peterson & Joshua Pruett            | 7 octobre 2017          |                         | 119        |
| |                                                                               |                                   |                                           |                         |                         |            |
| 20 | Le noël de tous les dangers A Christmas Peril                                 | Robert F. Hughes                  | Scott Peterson & Joshua Pruett            | 2 décembre 2017         | 3 décembre 2017         | 116        |
| |                                                                               |                                   |                                           |                         |                         |            |

### Saison 2 (2019)
Elle a été diffusée à partir du 5 janvier 2019.
1. L'effet Phinéas et Ferb (The Phineas and Ferb Effect)
2. La loi de Murphy hivernale / Un rendez-vous sous contrôle(Snow Way Out / Teacher Feature)
3. La photo / Drôles d'agents (Picture Day / Agee Ientee Diogee)
4. Un jeu sans fin / Une course endiablée (Game Night/Pace Makes Waste)
5. Le concours de pâtisserie / Chasseur de Krill (Cake 'Splosion! / Lady Krillers)
6. Doof est de sortie / Disco et patin à roulettes (Doof's Day Out / Disco Do-Over)
7. La vieille Bessie / C'est que le début (The Ticking Clock / Managing Murphy's Law)
8. Les trois travaux de Zack / Nous, les filles (Milo's Shadow / Sick Day)
9. L'ombre de Milo / Analyse extraterrestre (Field of Screams / Spy Little Sister!)
10. Chiens et antigravité / Un vrai Murphy (Dog Walker, Runner, Screamer / Now I Am a Murphy)
11. Chute libre / Le monde de Milo (Freefall / Milo's World)
12. L'enlèvement de Milo (Abducting Murphy's Law)
13. Le robot-marmite / Le chien qui en savait trop (The Goulash Legacy / The Dog Who Knew Too Much)
14. Copains d'aventure / L'Inspecteur Canin (Adventure Buddies / Ride Along Little Doggie)
15. Le vaisseau fantôme / Une fête à tout casser ! (Look at this Ship / Cast Party)
16. La sécurité d'abord / Cavendish se déchaîne (Safety First / Cavendish Unleashed)
17. Premières rencontres / Débats, arguments et destruction (First Impressions / The Speech and Debate League of Death and Destruction Cross Town Explosion Event)
18. Art et chaos / Le picnic (The Mid-Afternoon Snack Club / Parks and Wreck)
19. Bloqués dans l'ascenseur / Milo dans l'espace (Escape / Milo in Space)
20. La sphère des calamités d'Octalia (Sphere and Loathing in Outer Space)